# Echium vulgare
Echium vulgare là loài thực vật có hoa trong họ Mồ hôi. Loài này được Carl Linnaeus mô tả khoa học đầu tiên năm 1753.